# Relais 4 × 400 mètres mixte aux championnats du monde d'athlétisme 2022
Pour des articles plus généraux, voir Championnats du monde d'athlétisme 2022 et Relais 4 × 400 mètres aux championnats du monde d'athlétisme.
Navigation
Doha 2019 Budapest 2023
L'épreuve du relais 4 × 400 mètres mixte des championnats du monde de 2022 se déroule le 15 juillet 2022 au sein du stade Hayward Field à Eugene, aux États-Unis.

## Engagés
| - Nigeria - Espagne - Afrique du Sud - Irlande - États-Unis - Pologne - République dominicaine - Pays-Bas | - Belgique - Jamaïque - Royaume-Uni - Allemagne - Italie - Bahamas - Brésil - Japon |

## Résultats

### Séries
Les 3 premiers de chaque série (Q) et les 2 meilleurs temps (q) se qualifient pour la finale.
| Rang | Série | Pays                   | Athlètes                                                                          | Temps   | Notes |
| ---- | ----- | ---------------------- | --------------------------------------------------------------------------------- | ------- | ----- |
| 1    | 1     | États-Unis             | Elija Godwin, Kennedy Simon, Vernon Norwood, Wadeline Jonathas                    | 3:11.75 | Q, WL |
| 2    | 1     | Pays-Bas               | Liemarvin Bonevacia, Lieke Klaver, Tony van Diepen, Eveline Saalberg              | 3:12.63 | Q, SB |
| 3    | 2     | République dominicaine | Lidio Andrés Feliz, Fiordaliza Cofil, Alexander Ogando, Marileidy Paulino         | 3:13.22 | Q, SB |
| 4    | 1     | Pologne                | Kajetan Duszyński, Iga Baumgart-Witan, Karol Zalewski, Justyna Święty-Ersetic     | 3:13.70 | Q, SB |
| 5    | 2     | Irlande                | Christopher O'Donnell, Sophie Becker, Jack Raftery, Rhasidat Adeleke              | 3:13.88 | Q, SB |
| 6    | 1     | Italie                 | Lorenzo Benati, Ayomide Folorunso, Brayan Lopez, Alice Mangione                   | 3:13.89 | q, SB |
| 7    | 2     | Jamaïque               | Demish Gaye, Roneisha McGregor, Karayme Bartley, Tiffany James                    | 3:13.95 | Q, SB |
| 8    | 1     | Nigeria                | Samson Nathaniel, Patience Okon George, Dubem Amene, Imaobong Uko                 | 3:14.59 | q, SB |
| 9    | 1     | Royaume-Uni            | Joseph Brier, Zoey Clark, Alex Haydock-Wilson, Laviai Nielsen                     | 3:14.75 | SB    |
| 10   | 1     | Belgique               | Alexander Doom, Camille Laus, Christian Iguacel, Helena Ponette                   | 3:16.01 | SB    |
| 11   | 2     | Espagne                | Iñaki Cañal, Sara Gallego, Óscar Husillos, Eva Santidrián                         | 3:16.14 | SB    |
| 12   | 2     | Allemagne              | Patrick Schneider, Corinna Schwab, Marvin Schlegel, Alica Schmidt                 | 3:16.80 | SB    |
| 13   | 1     | Japon                  | Yuki Joseph Nakajima, Nanako Matsumoto, Ryuki Iwasaki, Mayu Kobayashi             | 3:17.31 | SB    |
| 14   | 2     | Brésil                 | Douglas Hernandes Mendes, Tiffani Marinho, Vitor Hugo de Miranda, Tabata Vitorino | 3:18.19 | SB    |
| 15   | 2     | Bahamas                | Bradley Dormeus, Megan Moss, Alonzo Russell, Doneisha Anderson                    | 3:19.73 | SB    |
|      | 2     | Afrique du Sud         |                                                                                   |         | DNS   |

### Finale
| Rang               | Pays                   | Athlètes                                                                     | Temps   | Notes  |
| ------------------ | ---------------------- | ---------------------------------------------------------------------------- | ------- | ------ |
| Médaille d'or      | République dominicaine | Lidio Andrés Feliz, Marileidy Paulino, Alexander Ogando, Fiordaliza Cofil    | 3:09.82 | WL, NR |
| Médaille d'argent  | Pays-Bas               | Liemarvin Bonevacia, Lieke Klaver, Tony van Diepen, Femke Bol                | 3:09.90 | NR     |
| Médaille de bronze | États-Unis             | Elija Godwin, Allyson Felix, Vernon Norwood, Kennedy Simon                   | 3:10.16 | SB     |
| 4                  | Pologne                | Karol Zalewski, Justyna Święty-Ersetic, Kajetan Duszyński, Natalia Kaczmarek | 3:12.31 | SB     |
| 5                  | Jamaïque               | Demish Gaye, Tiffany James, Karayme Bartley, Stacey-Ann Williams             | 3:12.71 | SB     |
| 6                  | Nigeria                | Samson Nathaniel, Imaobong Uko, Dubem Amene, Patience Okon George            | 3:16.21 |        |
| 7                  | Italie                 | Lorenzo Benati, Ayomide Folorunso, Brayan Lopez, Alice Mangione              | 3:16.45 |        |
| 8                  | Irlande                | Christopher O'Donnell, Sophie Becker, Jack Raftery, Sharlene Mawdsley        | 3:16.86 |        |

## Légende
Records et Performances
- AR : Record continental (area record)
- CR : Record des championnats (championship record)
- MR : Record du meeting (meet record)
- NR : Record national (national record)
- OR : Record olympique (olympic record)
- PR : Record paralympique (paralympic record)
- PB : Record personnel (personal best)
- SB : Meilleure performance personnelle de la saison (season's best)
- WL : Meilleure performance mondiale de l'année (world leader)
- WJR : Record du monde junior (world junior record)
- WR : Record du monde (world record)

Circonstances et Conditions
- DNF : N'a pas terminé (did not finish)
- DNS : N'a pas pris le départ (did not start)
- DQ : Disqualification (disqualification)
- NM : Aucun essai valable enregistré (No Mark)
- Q : Qualifié « directement » au prochain tour (ou à la prochaine compétition), lors d'une compétition majeure, grâce au classement ou à la réalisation des minima (automatic qualifier)
- q : Qualifié au prochain tour (ou à la prochaine compétition), lors d'une compétition majeure, grâce au repêchage ou à la réalisation de l'une des meilleures performances parmi celles des « non qualifiés directement » (grâce au meilleur temps ou à la meilleure distance par exemple) (secondary qualifier)